# Repubblica semipresidenziale
     Repubblica parlamentare
     Repubblica presidenziale
     Sistemi dove l'esecutivo viene eletto dal parlamento, ma non dipende da esso (Repubblica direttoriale oppure Repubblica presidenziale mista)
     Repubblica semipresidenziale
     Monarchia parlamentare
     Monarchia costituzionale
     Monarchia assoluta
     Repubbliche monopartitiche
     Situazione politica frammentata o incerta
     Paesi in cui sono state sospese le disposizioni costituzionali riguardanti l'esecutivo

Repubblica parlamentare
Repubblica presidenziale
Sistemi dove l'esecutivo viene eletto dal parlamento, ma non dipende da esso (Repubblica direttoriale oppure Repubblica presidenziale mista)
Repubblica semipresidenziale
Monarchia parlamentare
Monarchia costituzionale
Monarchia assoluta
Repubbliche monopartitiche
Situazione politica frammentata o incerta
Paesi in cui sono state sospese le disposizioni costituzionali riguardanti l'esecutivo

La repubblica semipresidenziale o più correttamente, un regime/sistema semipresidenziale (il «semipresidenzialismo») è una forma di governo, appartenente alle forme della democrazia rappresentativa o indiretta. In tale contesto si ha una struttura diarchica nella gestione del potere esecutivo, diviso tra il Presidente della Repubblica e il Primo Ministro.
Oltre a ciò, il governo si trova a dipendere dalla fiducia di due organi designati da due differenti consultazioni elettorali, il Presidente della repubblica e il Parlamento. Il Primo Ministro viene perciò nominato dal Presidente, ma necessita, insieme al resto del suo esecutivo, della fiducia parlamentare.
In sintesi con sistema semipresidenziale si intende un sistema nel quale:
- il Presidente della repubblica è eletto direttamente dal popolo e, soprattutto, ha sostanziali e reali poteri propri;
- il Primo Ministro e il suo Governo sono responsabili davanti al Parlamento, in quanto espressione della maggioranza di esso a seguito delle elezioni.

Diverse nazioni dell'Europa occidentale possiedono o possedevano queste caratteristiche: la Repubblica di Weimar (1919-1933), la Finlandia (1919-2000), l'Austria (dal 1929), l'Irlanda (dal 1937), l'Islanda (dal 1945), la Francia (dal 1958/'62) e il Portogallo (dal 1976). Nell'Europa orientale questo ordinamento è in vigore ad esempio in Lituania, Ucraina e Romania.
Il termine e la nozione di semipresidenzialismo sono stati definiti per la prima volta da Maurice Duverger nel 1970; tuttavia il termine era già stato impiegato, in un senso differente, da Hubert Beuve-Méry in un articolo pubblicato su Le Monde l'8 gennaio 1959; una prima ricerca sui regimi semipresidenziali è pubblicata nel 1978 e poi riassunta nel 1980.

## Descrizione
Questa forma di governo è generalmente caratterizzata dai seguenti punti:
- l'elezione del Presidente della repubblica avviene con voto popolare distinto ed autonomo rispetto a quello del Parlamento[6];
- il presidente della repubblica ha reali prerogative e poteri propri che può esercitare;
- il potere esecutivo è condiviso con il Primo Ministro e il Governo, che però può essere scelto ed eventualmente revocato dal Presidente della repubblica;
- Il primo ministro ed il governo sono espressione della maggioranza parlamentare e possono essere sfiduciati dal parlamento ed in alcuni casi revocati dal presidente; quest'ultimo non è ovviamente sfiduciabile;
- l'eventuale scioglimento del Parlamento da parte del Presidente della repubblica avviene nei limiti costituzionali.

Il termine semipresidenzialismo, coniato nel 1970 dal politologo Maurice Duverger, può trarre in inganno, in quanto tale forma di governo non è semplicemente da intendersi come un presidenzialismo attenuato: mettendo da parte i periodi di coabitazione, in questo sistema il capo dello Stato gode di alcuni poteri che non vengono invece accordati nel modello americano, come il diritto di consultazione popolare referendaria o l'iniziativa legislativa o lo scioglimento delle Camere. Gli obiettivi di questa forma di governo sono la diminuzione della rigidità del sistema presidenziale, senza i problemi legati alla partitocrazia che sovente sorgono quando non si raggiunge una maggioranza forte in un sistema parlamentarista. Questo sistema fa sì che il presidente abbia la possibilità di indirizzare politicamente il governo e di non essere solo un garante al di sopra delle parti.
Se l'attuale modello di governo semipresidenziale è quello francese (della V Repubblica), i primi casi storici di tale ordinamento possono essere considerati la Costituzione della Repubblica di Weimar (in Germania) e quella della neo-indipendente Finlandia, fra loro coeve (entrambe del 1919). A queste può aggiungersi la Costituzione d'Irlanda del 1937. In tal senso era congegnata anche la Costituzione dell'Austria. Sull'esempio francese poi, nella seconda metà e nella fine del Novecento, il sistema semipresidenziale fu adottato in Portogallo (nel 1976) ed in diversi paesi dell'Africa francofona, in numerose repubbliche ex-sovietiche e in Romania (Costituzione del 1991).
Tuttavia, col passare degli anni, la pressione dei partiti politici presenti in Parlamento, unita alla debolezza di taluni presidenti e ad una concezione imperante che vedeva in forti poteri presidenziali una minaccia alla democrazia, portò ad un indebolimento de facto delle possibilità d'intervento e dei poteri esercitabili dal Presidente in molti paesi (questo forse a causa del ricordo della tragica esperienza della repubblica di Weimar in Germania). Se a presidenti eletti con un mandato popolare viene comunque garantita voce in capitolo in politica estera, oggigiorno molti sistemi semipresidenziali vedono la privazione del Presidente di ogni potere in politica interna, tanto che numerosi autori tendono a declassare diversi Stati, quali ad esempio la Finlandia, e ad unanime consenso, l'Austria, a repubbliche parlamentari, nonostante la loro diversa origine storica.
Se in una prospettiva storica, dunque, la linea di demarcazione fra i sistemi semipresidenziali e quelli parlamentari era giuridicamente individuabile nell'elezione diretta o parlamentare del presidente, al giorno d'oggi appare più opportuno adottare un criterio politico, analizzando ad esempio a quale dei due organi, il presidente o il primo ministro, venga affidato il compito di rappresentanza dello Stato nei massimi consessi politici internazionali.
Nell'ambito dell'Unione europea, ad esempio, nonostante numerosi paesi prevedano l'elezione diretta del proprio capo di Stato (Austria, Finlandia, Francia, Irlanda, Islanda, Lituania, Polonia, Portogallo, Romania e Slovacchia), solo la Francia, la Lituania e la Romania – oltre al caso puramente presidenzialista di Cipro – vengono rappresentate dal proprio capo di Stato nel Consiglio europeo, tutti gli altri paesi sono rappresentati dal proprio capo del governo.

### Sotto-tipologie
Possono essere individuate due sotto-tipologie di semipresidenzialismo: il premier-presidenzialismo e il presidente-parlamentarismo.
Premier-presidenzialismo
- Nel sistema premier-presidenziale (premier-presidential), il primo ministro e il suo gabinetto sono esclusivamente responsabili davanti al parlamento. Il presidente sceglie il primo ministro e il gabinetto, ma solo il parlamento può rimuoverli dal loro incarico con un voto di sfiducia. Il presidente non ha il diritto di revocare il primo ministro o il gabinetto. Tuttavia, in alcuni casi, il presidente può aggirare questa limitazione con l'esercizio del suo potere discrezionale di sciogliere il parlamento, questo forza il primo ministro e il gabinetto a cadere. Questa tipologia è usata in Burkina Faso, Francia, Georgia (dal 2013), Lituania, Madagascar, Mali, Mongolia, Niger, Portogallo, Romania, Senegal, Sri Lanka e Ucraina (dal 2014; in precedenza tra il 2006 e il 2010).[15][16]

Presidente-parlamentarismo
- Nel sistema presidente-parlamentare (president-parliamentary), il primo ministro e il gabinetto devono dualmente rendere conto al presidente e alla maggioranza del parlamento. Il presidente sceglie il primo ministro e il gabinetto ma deve avere il supporto della maggioranza del parlamento nella sua scelta. Circa la rimozione del primo ministro o dell'intero gabinetto dalle loro funzioni, il presidente può dimetterli o l'assemblea può rimuoverli con un voto di sfiducia. Questa forma di semipresidenzialismo è molto più vicina al presidenzialismo puro. Essa è praticata in Armenia, Georgia (tra il 2004 e il 2013), Mozambico, Namibia, Russia, Taiwan e Ucraina (tra il 1996 il 2005, e poi nuovamente tra il 2010 e il 2014). Essa fu usata in Germania durante Repubblica di Weimar tra il 1919 e il 1933.[15][16]

### Differenze con gli altri sistemi
Con la repubblica parlamentare
- Nella repubblica parlamentare il presidente della repubblica è spesso eletto in maniera indiretta, cioè da un collegio di grandi elettori composto generalmente dai parlamentari; mentre nella repubblica semipresidenziale egli è eletto al suffragio universale direttamente dal popolo.
- Nella repubblica parlamentare il presidente della repubblica ha un ruolo prevalentemente o esclusivamente cerimoniale, cioè non ha reali poteri decisionali e operativi, è il garante dell'unità nazionale e può essere il capo delle forze armate, ma non può decidere discrezionalmente di impiegarle; mentre nella repubblica semipresidenziale egli ha generalmente una serie di poteri e prerogative (soprattutto nella difesa e la diplomazia) che condivide con il governo e il capo del governo.

Con la repubblica semiparlamentare
- Nella repubblica semiparlamentare il presidente della repubblica ha le medesime caratteristiche che nella repubblica parlamentare: è quasi sempre eletto in maniera indiretta – cioè da un collegio di grandi elettori –, ha un ruolo cerimoniale – cioè non ha reali poteri decisionali e operativi – ed è il garante dell'unità nazionale.
- Nella repubblica semiparlamentare il capo del governo è eletto al suffragio universale direttamente dal popolo contestualmente al Parlamento, il sistema elettorale fa in modo che il capo del governo abbia una maggioranza parlamentare. Il capo del governo e il Parlamento sono inseparabili per tutta la durata della legislatura: il Parlamento può sfiduciare il capo del governo o questi può dimettersi, in entrambi i casi ciò conduce ad elezioni anticipate, secondo la formula: Simul stabunt vel simul cadent.

Con la repubblica presidenziale
- Nella repubblica presidenziale il governo è nominato dal Presidente e non dipende dal Parlamento, non deve quindi avere la fiducia e non può essere sfiduciato; mentre nella repubblica semipresidenziale il governo è nominato dal Presidente ma deve ottenere la fiducia del Parlamento per governare e può essere oggetto di una mozione di sfiducia che può condurre alla sua caduta.
- Nella repubblica presidenziale il governo è scelto dal Presidente – medesima corrente politica – a prescindere dalla volontà del Parlamento, cioè possono essere di posizioni politiche differenti, in quanto il Presidente e il Parlamento sono eletti in due elezioni separate; mentre nella repubblica semipresidenziale il governo dipende dal Parlamento, in quanto – per averne la fiducia – deve necessariamente essere della stessa corrente politica della maggioranza parlamentare e non obbligatoriamente del Presidente.

Con la monarchia costituzionale
- Nella monarchia costituzionale parlamentare il Monarca è il Capo dello Stato e nella maggior parte dei casi egli ha un ruolo cerimoniale e il potere esecutivo è rappresentato dal governo; questo sistema – monarchia parlamentare – è simile al sistema parlamentare (la differenza è che nel primo caso il monarca è ereditario e nel secondo caso il presidente è eletto, ma entrambi hanno ruoli più rappresentativi che operativi).
- Tuttavia vi sono alcune monarchie costituzionali nelle quali il governo detiene il potere esecutivo, ma il monarca ha un considerevole potere politico che può usare a propria discrezione; questo sistema – monarchia costituzionale tout court – è vicino al sistema semipresidenziale, ed è presente in Bahrein, Bhutan, Giordania, Kuwait, Liechtenstein, Marocco, Monaco e Tonga.

## Esempi

### Repubblica di Weimar
La Repubblica di Weimar – esistita tra il 1918 e il 1933 – era retta dalla Costituzione di Weimar (proclamata nel 1919 e che restò in vigore de jure fino al 1945 ma de facto fino al 1933) e prevedeva:
- il Reichstag, il parlamento, che era eletto a suffragio universale diretto per 4 anni e che aveva il potere legislativo (articoli da 20 a 40);
- il Reichspräsident (letteralmente Presidente del Reich), che era eletto a suffragio universale diretto per 7 anni, che rappresentava il Reich nelle relazioni internazionali, aveva il comando supremo di tutte le forze armate, nominava e revocava il Reichsregierung (articoli da 41 a 51);
- il Reichsregierung (letteralmente Governo del Reich), composto da Reichskanzler e Reichsministern (rispettivamente Cancelliere e Ministri del Reich), aveva il potere esecutivo (articoli da 52 a 59);
- il Reichsrat (in seguito Bundesrat), che rappresentava i Länder (articoli da 60 a 67).

Dopo la seconda guerra mondiale, la Legge fondamentale della Repubblica Federale di Germania del 1949 è la nuova Costituzione della Germania Ovest ma diversamente dalla Costituzione di Weimar organizza la Germania Ovest – e dopo la riunificazione tedesca tutta la Germania – come una repubblica federale parlamentare; viceversa la Costituzione della Repubblica Democratica Tedesca del 1949 era molto più simile alla Costituzione di Weimar, fino al 1968, quando fu modificata per essere più simile alla Costituzione sovietica del 1936.

### Quinta Repubblica francese

Organigramma della V Repubblica

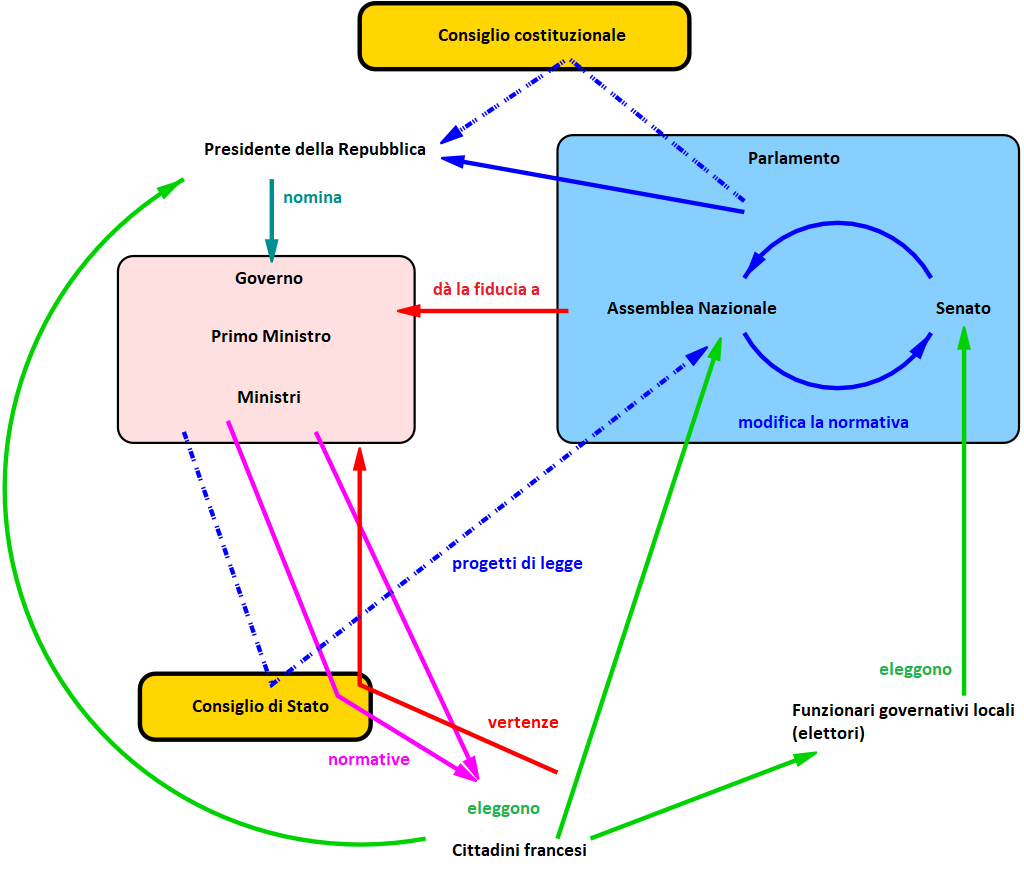
Schema della V Repubblica

Un esempio di Repubblica semipresidenziale è la Francia. In questo paese, il modello semipresidenziale fu introdotto dal generale de Gaulle con la Costituzione francese del 1958, in concomitanza con la crisi della Quarta Repubblica francese e della guerra d'Algeria; con tale riforma, ha inizio infatti la cosiddetta Quinta Repubblica francese. Il sistema – che all'epoca prevedeva l'elezione del capo di Stato da parte di un collegio elettorale comprendente i membri del Parlamento, dei consigli generali, delle Assemblee dei territori d'Oltremare e dei rappresentanti dei consigli municipali – nacque come una forte razionalizzazione della costituzione della Quarta Repubblica, con cui si tendeva porre termine all'instabilità della forma di governo parlamentare che fino ad allora era vigente. Il sistema fu perfezionato nel 1962 con una successiva modifica costituzionale che introduceva l'elezione a suffragio universale diretto del presidente.
La Costituzione francese del 4 ottobre 1958 e successive modificazioni, nei Titoli II, III, IV e V (articoli da 5 a 51), definisce l'organizzazione e la divisione dei poteri, in particolare:
- Titolo II : Il Presidente della Repubblica francese
  - «il Presidente della Repubblica garantisce il rispetto della Costituzione. Mediante il suo arbitrato, assicura il regolare funzionamento dei poteri pubblici e la continuità dello Stato. È garante dell'indipendenza nazionale, dell'integrità del territorio e del rispetto dei trattati.» (art. 5);
  - il Presidente è eletto direttamente dai cittadini a suffragio universale (art. 6 e 7);
  - «il Presidente della Repubblica nomina il Primo ministro. Egli pone fine alle sue funzioni all'atto della presentazione da parte di questi delle dimissioni del Governo. Su proposta del Primo ministro, nomina gli altri membri del governo e pone fine alle loro funzioni. Il Presidente della Repubblica presiede il Consiglio dei ministri.» (art. 8 e 9);
  - il Presidente promulga le leggi, può sottoporre dei referendum, può sciogliere l'Assemblea nazionale, firma le ordinanze ed i decreti deliberati in Consiglio dei Ministri e attribuisce le cariche civili e militari dello Stato (art. 10, 11, 12 e 13);
  - il Presidente accredita gli ambasciatori (art. 14);
  - il Presidente è il capo delle Forze Armate (art. 15);
  - il Presidente, qualora la Nazione è gravemente minacciata, può assumere dei poteri eccezionali (art. 16);
  - il Presidente ha una serie di prerogative proprie che non necessitano di controsignatura ed altre prerogative condivise che necessitano della controsignatura del Primo ministro (o del ministro responsabile) (art. 19);
- Titolo III : Il Governo
  - «il Governo determina e dirige la politica nazionale. Dispone dell'amministrazione e delle forze armate. È responsabile davanti al Parlamento alle condizioni e secondo le procedure previste agli articoli 49 e 50.» (art. 20);
  - «il Primo ministro dirige l'azione del Governo. È responsabile della difesa nazionale. Assicura l'esecuzione delle leggi. Fatte salve le disposizioni di cui all'articolo 13, esercita il potere regolamentare e attribuisce le cariche civili e militari.» (art. 21);
- Titolo IV : Il Parlamento
  - «il Parlamento vota le leggi. Controlla l'azione del Governo. Valuta le politiche pubbliche. Il Parlamento comprende l'Assemblea nazionale e il Senato.» (art. 24);
- Titolo V : Dei rapporti tra il Parlamento e il Governo
  - «la dichiarazione di guerra è autorizzata dal Parlamento.» (art. 35);
  - «lo stato d'assedio è decretato dal Consiglio dei ministri. Non può essere prorogato oltre dodici giorni senza autorizzazione del Parlamento.» (art. 36);
  - «l'iniziativa delle leggi appartiene congiuntamente al Primo ministro e ai membri del Parlamento.» (art. 39);
  - il Governo può impegnare la propria responsabilità e chiedere un voto di fiducia (art. 49);
  - il Parlamento può adottate una mozione di sfiducia, che, se approvata, conduce alle dimissioni del Governo (art. 50);
- Inoltre
  - «il Presidente della Repubblica negozia e ratifica i trattati (internazionali).» (art. 52);
  - «il Presidente della Repubblica è garante dell'indipendenza dell'autorità giudiziaria.» (art. 64);
  - «il Presidente della Repubblica può essere destituito solo in caso di mancanza ai propri doveri incompatibile con l'esercizio del proprio mandato. La destituzione viene pronunciata dal Parlamento riunito in Alta Corte.» (art. 68).

Il potere esecutivo francese è quindi bicefalo, condiviso tra il presidente della Repubblica e il primo ministro, capo del governo. Il presidente nomina il primo ministro e, su proposta di quest'ultimo, gli altri membri del governo e mette fine alle funzioni del primo ministro o degli altri membri del governo. Il primo ministro deve avere la fiducia, o almeno il tacito assenso, da parte dell'Assemblea Nazionale. Il presidente può sciogliere l'Assemblea Nazionale, mentre il Parlamento non può sostituire il presidente anche se può metterlo in stato d'accusa e destituirlo «in caso di mancanza ai propri doveri incompatibile con l'esercizio del proprio mandato».
Qualora l'Assemblea nazionale – che è eletta direttamente dai cittadini – presenti una maggioranza parlamentare di colore politico diverso da quello del presidente, evento verificatosi nel 1986 e 1993 sotto la presidenza Mitterrand e nel 1997 con Chirac, si instaura una forzata coabitazione tra presidente e un primo ministro a lui ostile. In caso di coabitazione prevale la linea di legittimazione parlamentare.
Il semi-presidenzialismo francese può quindi essere definito "ad assetto variabile" alla luce del differente margine d'azione di cui dispone il presidente, a seconda dell'appartenenza politica del primo ministro. È infatti evidente che se da un lato il medesimo colore politico consente al presidente l'esercizio di ampi poteri decisionali e relega il primo ministro ad un ruolo secondario (prassi consolidata nel tempo e poi rafforzata con quinquennato presidenziale); dall'altro, in caso di coabitazione di maggioranze differenti (espresse in sede elettorale presidenziale e parlamentare, non coincidenti), primo ministro e presidente si "bilanciano" vicendevolmente e la lettura della Costituzione sulla divisione dei poteri si fa più letterale.
Allo scopo di rendere più difficile il verificarsi della coabitazione, in Francia a partire dalle elezioni del 2002 (modifica costituzionale del 2000) il mandato presidenziale è stato ridotto a cinque anni, cioè la durata della legislatura, e le elezioni presidenziali si tengono poche settimane prima delle elezioni legislative; in questo modo è improbabile (ma non impossibile) che, con un così breve periodo tra le due elezioni, la maggioranza degli elettori voti per due schieramenti opposti.
Questa modifica costituzionale fa sì che il potere presidenziale si espanda a discapito del governo; tuttavia, la divisione dei poteri, così come previsti dalla Costituzione francese del 1958, non è cambiata e la Francia rimane una repubblica parlamentare a (forte) influenza presidenziale e una definizione più corretta della forma di governo potrebbe essere regime parlamentare presidenzializzato o regime parlamentare birappresentativo, o ancora si può parlare, esclusi i periodi di coabitazione, di lettura presidenziale della Costituzione.
Occorre anche dire che in Francia il sistema elettorale (presidenziale e legislativo) è maggioritario uninominale a doppio turno e questo sistema, almeno fino al 2017, ha sempre favorito il bipolarismo (o anche il bipartitismo).

### Federazione Russa
La Costituzione della Federazione Russa del 1993 stabilisce che la Russia è una repubblica federale democratica (art. 1):
- Capitolo 4: Il Presidente della Federazione Russa (in russo Президент Российской Федерации?, Prezident Rossijskoj Federacii) (Art. 80-93) 
  - il Presidente della Federazione Russa è il capo dello stato [...] è il garante della Costituzione della Federazione Russa, dei diritti e delle libertà della persona e del cittadino [...] definisce gli orientamenti fondamentali della politica interna ed estera dello stato [...] rappresenta la Federazione Russa all'interno del paese e nelle relazioni internazionali (art. 80); [...] è eletto per quattro anni dai cittadini della Federazione Russa a suffragio universale eguale e diretto con scrutinio segreto (art. 81).
  - gli articoli dal 83 al 90 stabiliscono i poteri e le prerogative del Presidente, tra cui: nomina il Presidente del Governo della Federazione Russa e i ministri e decide in merito alle dimissioni del Governo della Federazione Russa; scioglie la Duma di Stato; indice referendum e presenta progetti di legge; esercita la direzione della politica estera; è il Comandante Supremo delle Forze Armate della Federazione Russa; emana decreti e disposizioni.
- Capitolo 5: L'Assemblea Federale (Art. 94-109)
  - l'Assemblea Federale — ossia il parlamento della Federazione Russa — è l'organo rappresentativo e legislativo della Federazione Russa (art. 94) e si compone di due camere: il Consiglio della Federazione e la Duma di Stato (art. 95).
- Capitolo 6: Il Governo della Federazione Russa (Art. 110-117) 
  - il potere esecutivo della Federazione Russa è esercitato dal Governo della Federazione Russa; [...] è composto dal Presidente del Governo della Federazione Russa (in russo Председателя Правительства Российской Федерации?, Predsedatelâ Pravitelʹstva Rossijskoj Federacii), dai Vicepresidenti del Governo della Federazione Russa e dai ministri federali (art. 110).
  - gli articoli dal 113 al 115 stabiliscono i poteri e le prerogative del Presidente e del Governo, tra cui: stabilire gli indirizzi fondamentali dell'attività del Governo e organizzarne il lavoro; elaborare il bilancio dello Stato e attuare una politica finanziaria; prendere provvedimenti per garantire la difesa, la sicurezza, la politica estera, la legalità, la libertà e l'ordine pubblico; emanare deliberazioni e disposizioni.
  - l'articolo 116 prevede che il Governo rimetta il suo mandato nelle mani del neoeletto Presidente della Federazione Russa;
  - l'art. 117 prevede che il Presidente può decidere la destituzione del Governo; che la Duma può esprimere la sfiducia nei confronti del Governo, questa non comporta necessariamente la caduta del Governo, infatti il Presidente può non accettare la decisione della Duma, ma se entro 3 mesi la Duma sfiducia una seconda volta il Governo, allora il Presidente dimette il Governo o scioglie la Duma; che il Presidente del Governo può porre alla Duma la questione di fiducia, se la Duma revoca la fiducia, il Presidente decreta le dimissioni del Governo o lo scioglimento della Duma di Stato e indice nuove elezioni.

### Portogallo, Romania e Lituania
La Costituzione del Portogallo del 1976
La Costituzione del Portogallo del 2 aprile 1976 e successive modificazioni, nella Parte III - Organizzazione del potere politico (articoli da 108 a 276), definisce l'organizzazione e la divisione dei poteri, in particolare:
- Il Titolo II è relativo al Presidente della Repubblica, statuto ed elezione (art. 120-132) e competenze (art. 133-140);
- Il Titolo III è relativo all'Assemblea della Repubblica, statuto ed elezione (art. 147-160), competenze (art. 161-170) e organizzazione e funzionamento (art. 171-181);
- Il Titolo IV è relativo al Governo, funzione e struttura (art. 182-186), formazione e responsabilità (art. 187-196) e competenze (art. 197-201).

La Costituzione della Romania del 1991
La Costituzione della Romania del 21 novembre 1991, modificata il 29 ottobre 2003, nel Titolo III - Autorità pubbliche (articoli da 61 a 134), definisce l'organizzazione e la divisione dei poteri, in particolare:
- Il Capitolo I è relativo al Parlamento, organizzazione e funzionamento (art. 61-68), statuto dei Deputati e Senatori (art. 69-72) e legislazione (art. 73-79);
- Il Capitolo II è relativo al Presidente della Romania, (art. 80-101);
- Il Capitolo III è relativo al Governo, (art. 102-110);
- Il Capitolo IV è relativo ai Rapporti tra il Parlamento e il Governo, (art. 111-115).

La Costituzione della Lituania del 1992
Nel 1990, a seguito dell'indipendenza dall'Unione Sovietica, iniziarono i lavori per la stesura di una nuova Costituzione. Il Consiglio Supremo creò una commissione incaricata di stabilire una bozza di Costituzione, e una prima versione approvata dal Consiglio Supremo prevedeva un sistema parlamentare. Parallelamente, una coalizione giudata da Sąjūdis preparò una bozza alternativa di tipo presidenziale. Alla fine il documento finale rappresentava un compromesso tra sistema parlamentare e presidenziale. La Costituzione fu approvata dal Consiglio Supremo e da un referendum popolare costituzionale nell'ottobre 1992.
In particolare il ruolo del Presidente ricalca, con alcuni adattamenti, il modello francese.
La Costituzione della Lituania del 25 ottobre 1992, nei Capitoli V, VI e VII (articoli da 55 a 101), definisce l'organizzazione e la divisione dei poteri, in particolare:
- Il Capitolo V è relativo al Seimas (Parlamento), (art. 55-76);
- Il Capitolo VI è relativo al Presidente della Repubblica, (art. 77-90);
- Il Capitolo VII è relativo al Governo della Repubblica di Lituana, (art. 91-101).

### Falsi semipresidenzialismi
Formalmente, il sistema semipresidenziale fu adottato anche in numerosi Stati del Terzo Mondo (soprattutto nell'Africa francofona). Tuttavia la stragrande maggioranza di questi stati è totalmente o in gran parte priva di ogni crisma di democraticità, essendo assenti elezioni multipartitiche o svolgendosi consultazioni popolari assolutamente non libere, con minacce ed incarcerazioni di esponenti dell'opposizione e monopolio dell'informazione da parte del Governo. In tali casi il partito del Presidente è o unico o decisamente maggioritario e dunque ogni controllo parlamentare sull'operato del Capo dello Stato è puramente formale. Il Presidente, che di norma tende a mantenere la carica a vita, non è nient'altro che un dittatore più discreto a capo di uno stato autoritario, attuando quella che in spagnolo viene chiamata una dictablanda.
Tali sistemi autoritari o a volte totalitari – che siano semipresidenziali o presidenziali –, estranei alle forme di Stato democratiche – democrazia illiberale o democrazia totalitaria –, sono dunque da considerarsi delle vere e proprie dittature.
Secondo il Democracy Index o un rapporto del 2013 del Polity data series o il Democracy Ranking, tra i paesi con un sistema semipresidenziale solo il Burkina Faso, la Francia, la Georgia, la Guyana, il Kirghizistan, la Lituania, il Madagascar, la Mongolia, il Portogallo, la Romania, il Senegal, lo Sri Lanka, Taiwan, Timor Est e la Tunisia sono dei paesi democratici.

## Stati semipresidenzialisti
1. Abcasia
2. Algeria
3. Armenia
4. Azerbaigian
5. Burkina Faso
6. Capo Verde
7. Cipro del Nord
8. Egitto
9. Francia[27]
10. Georgia
11. Guinea-Bissau
12. Haiti
13. Lituania[27] (dal 1992)
14. Madagascar
15. Mauritania
16. Mongolia
17. Mozambico
18. Namibia
19. Niger
20. Ossezia del Sud
21. Palestina
22. Portogallo
23. Romania[27] (dal 1991)
24. Russia[27] (dal 1993)
25. São Tomé e Príncipe
26. Senegal
27. Siria
28. Sri Lanka
29. Taiwan
30. Tagikistan
31. Timor Est
32. Ucraina[27]
33. Yemen

* in corsivo gli Stati NON membri delle Nazioni Unite o a riconoscimento limitato.